# Valea Anei
Valea Anei – wieś w Rumunii, w okręgu Prahova, w gminie Starchiojd. W 2011 roku liczyła 392 mieszkańców.